# Epsom and Ewell
Epsom and Ewell es un distrito no metropolitano del condado de Surrey, Reino Unido, ubicado en la región Sudeste. Está formado por dos núcleos de población Epsom y Ewell, dos ciudades separadas por solo unos cientos de metros. Con una población aproximada de 80.000 habitantes (2019), vive mayoritariamente del turismo, de la equitación y sus minerales.

## Ubicación
Se encuentra a unas 10 millas (16 kilómetros) de la ciudad de Londres, Reino Unido en el condado de Surrey, próxima de la frontera con Gran Londres. In facto, partes de los suburbios de Londres se localizan en Epsom and Ewell.

## Geografía
El distrito comprende:
- Ewell
- Epsom (un largo distrito postal que llega hasta Reigate and Banstead y Mole Valley)
- Stoneleigh (parte) (excluye el norte del suburbio)
- Worcester Park (parte) (distrito electoral de Cuddington)

## Economía
Vive principalmente de sus minas de sal, y el turismo. 

### Minería
La ciudad está situada sobre un depósito de sal (por eso no es recomendable beber el agua) que genera un 45% de la economía de la ciudad.

### Turismo
La ciudad genera aproximadamente un 40% de su economía de esta manera. La ciudad genera grandes ingresos por el turismo debido a su cercanía con Londres, sus hermosos paisajes y también por la seguridad que hay en la ciudad.

## Deportes
El tiene un equipo de fútbol profesional, el Epsom & Ewell F.C.

### Hipódromo
Al sur del distrito se encuentra el hipódromo Epsom Downs.  Abierto a finales del siglo XVIII, donde se celebran dos eventos importantes de equitación: The Oaks y The Derby, ambos en junio.

## Ciudades hermanadas
La ciudad hermana de Epsom and Ewell es Chantilly en Francia, también famosa por su equitación.

## Educación
El distrito de Epsom and Ewell tiene varias escuelas secundarias: Glyn School, Epsom and Ewell High School, Rosebery School for Girls y Blenheim High School. Además de dos institutos privados: Epsom College y Ewell Castle School.
- North East Surrey College of Technology
- University for the Creative Arts